# Gymnophora quartomollis
Gymnophora quartomollis är en tvåvingeart som beskrevs av Schmitz 1920. Gymnophora quartomollis ingår i släktet Gymnophora och familjen puckelflugor. Arten har ej påträffats i Sverige. Inga underarter finns listade i Catalogue of Life.